# نوک‌شاخ سولو
 نوک‌شاخ سولو (نام علمی: Anthracoceros montani) نام یک گونه از تیره نوک‌شاخ است.